# Peter Briggs
Pour les articles homonymes, voir Peter Briggs (homonymie).
Peter Briggs est un directeur de la photographie et scénariste britannique né le 12 décembre 1965 à Whiston (Merseyside) au Royaume-Uni. Bien qu'il travaille dans l'industrie cinématographique depuis plus de 20 ans, il est surtout connu pour le film Hellboy (2004). Ses films s’inspirent largement de sources aussi diverses que la fiction étrange, la fantasy et la guerre. Il est le frère ainé de l'écrivain Andy Briggs.

## Carrière au cinéma
Ancien directeur de la photographie, il a développé du matériel de genre fantastique pour Paramount Pictures au Royaume-Uni au début de sa carrière. Briggs a écrit un scénario pour Alien vs. Predator en 1991, qui a été vendu à la 20th Century Fox. Le projet a langui dans l'enfer du développement pendant de nombreuses années jusqu'à ce qu'une version soit portée à l'écran en 2004. Le projet de Briggs a été cité comme un exemple de scénario d'action fort dans le livre de Chris Gore The 50 Greatest Movies Never Made. Briggs a écrit le scénario du film Hellboy de 2004, partageant le crédit de l'histoire avec le réalisateur Guillermo del Toro. Il a contribué à des projets cinématographiques pour des sociétés aussi diverses que Touchstone Pictures, New Line Cinema et Miramax.

## Carrière à la télévision
Briggs a contribué à un épisode, « Heist Society », à la première saison de la série Thunderbirds Are Go d'ITV Studios, redémarrée en 2015, produite par Weta Workshop et Pukeko Pictures. Briggs a expliqué que cette collaboration est née de la période de deux mois qu'il a passée en Nouvelle-Zélande à travailler sur le film Panzer 88, encore en développement, avec Weta Workshop et était due à son amour de toujours pour les émissions de Gerry Anderson.